# Petrogale assimilis
Pétrogale allié
Espèce
Répartition géographique
Statut de conservation UICN

 LC  : Préoccupation mineure
Le pétrogale allié (Petrogale assimilis) est une espèce de wallaby vivant dans le nord-est de l'Australie.

## Description
Il mesure de 45 à 59 cm de haut, sa queue environ 50 cm de long et il pèse 6 kg. La partie supérieure du corps est gris-brun. Il y a très peu de différence entre lui et les six autres espèces de pétrogales trouvées dans cette région et les différences ont été faites seulement par étude génétique des 20 chromosomes de l’espèce.

## Répartition et habitat
On le rencontre dans l'arrière pays de Townsville au Queensland, et dans les îles Magnetic et Palm (en).
Il habite les régions rocheuses (gorges, éboulis, collines) des zones boisées.

## Alimentation
Il se nourrit de pousses d'herbes, de fruits, de graines et de fleurs. Il se laisse nourrir à la main.

## Reproduction
Il se reproduit toute l'année.

## Galerie

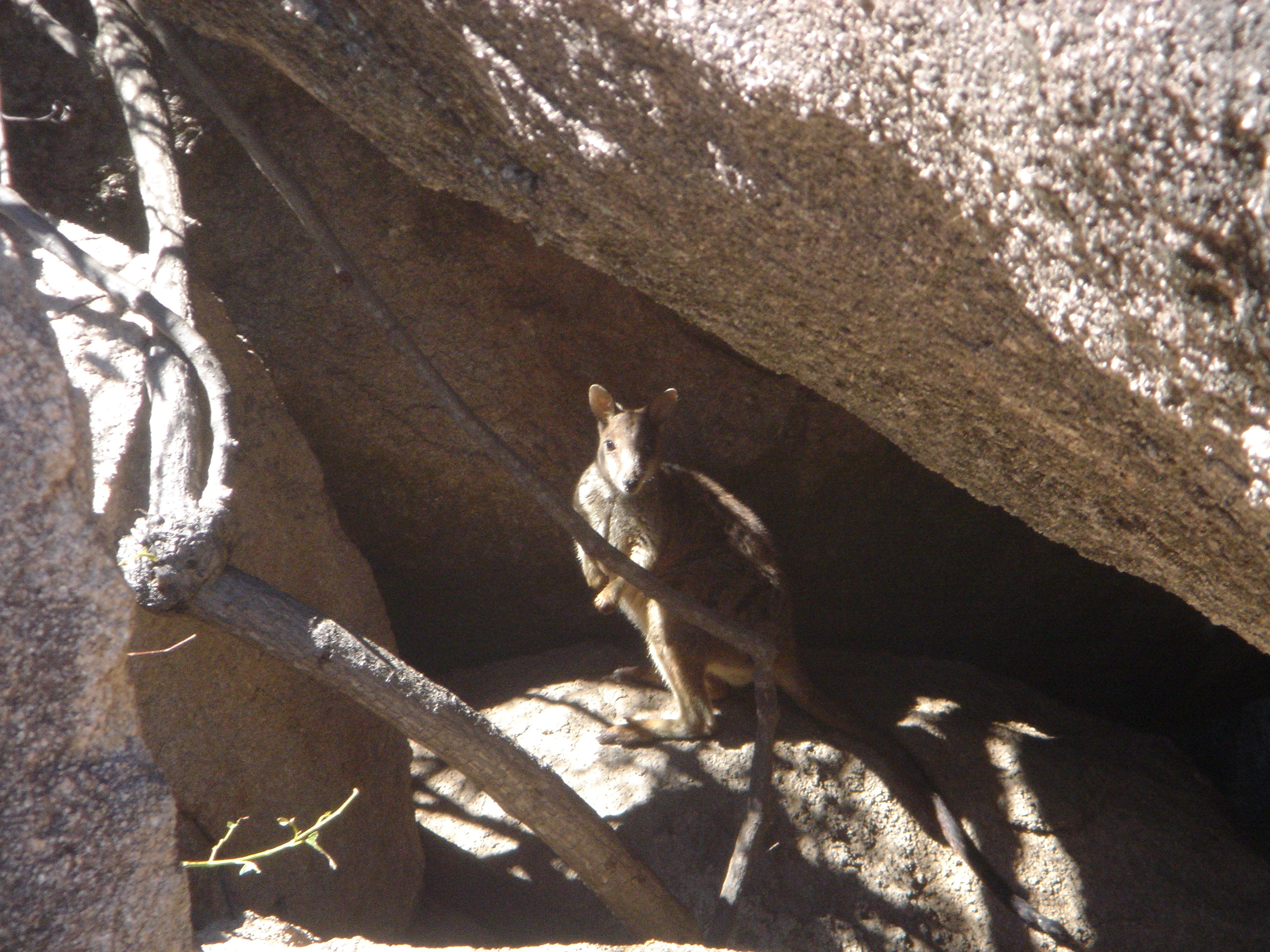
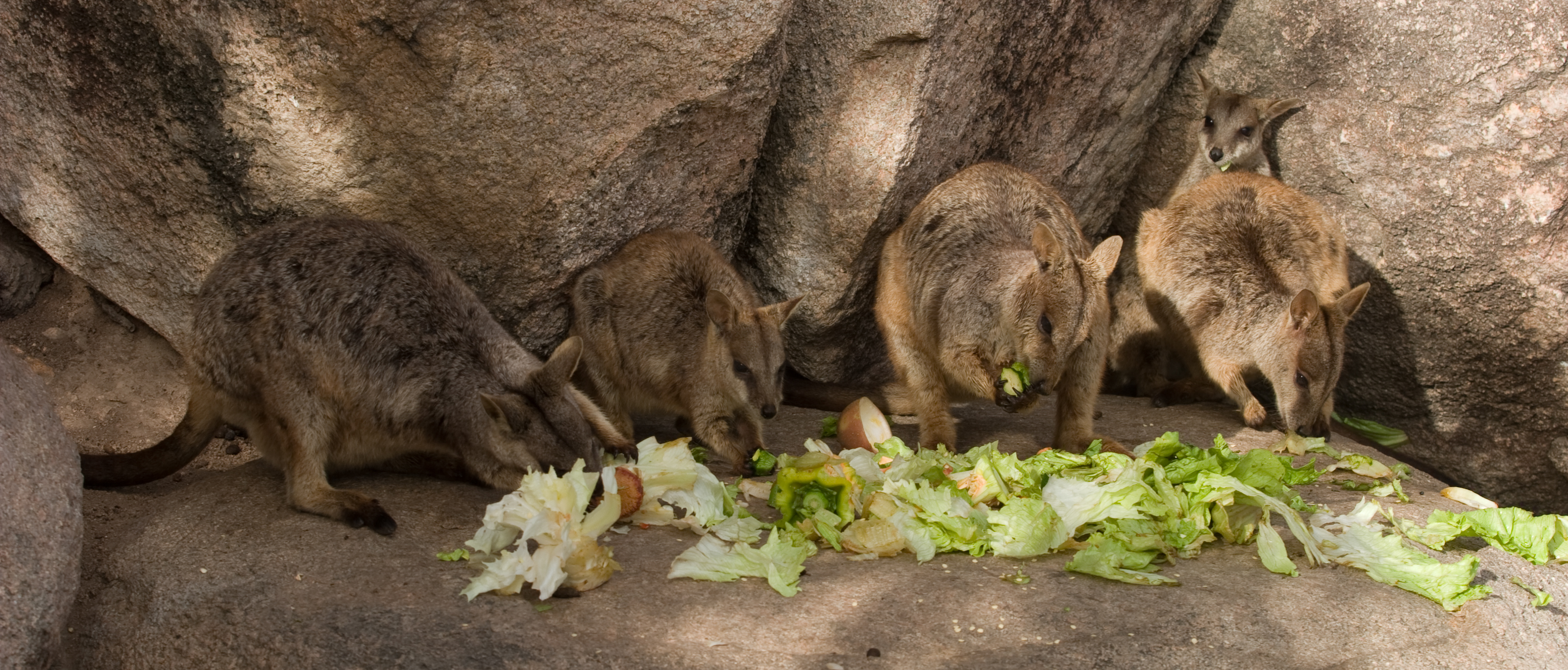
Groupe de pétrogales alliés sur l'île Magnetic